# IV: Deasupra tuturor
IV: Deasupra tutoror è il quarto album in studio del gruppo Rap B.U.G. Mafia. È stato pubblicato il 10 novembre del 1997. In Romania ha venduto più di 55 000 copie.

## Tracce
1. "Socului Şi Capăt 14"
2. "Înc-O Dată"
3. "Respectă-Ţi Duşmanu'"
4. "Hoteluri" feat. July
5. "Fă-O Ca-N Pantelimon"
6. "Jucător Adevărat"
7. "Mă Doare-N Pulă"
8. "Delicvent La 15 Ani"
9. "Marijuana II" feat. Puya & Raluca
10. "Show TV"
11. "Nimic Mai Presus" (Nothing above)
12. "Băiat De Colţu' Străzii"
13. "Pantelimon 100%"
14. "Viaţa Merge Înainte"
15. "9 Mm" feat. Gunja
16. "Băieţii Sunt Băieţi Şi Femeile Sunt Curve" feat. Baxter
17. "Respect Pentru Cartier"
18. "Vii Sau Morţi"
19. "Gigi Ultra Plus"